# 베버난쟁이다람쥐
베버난쟁이다람쥐(Prosciurillus weberi)는 다람쥐과에 속하는 설치류의 일종이다. 인도네시아 술라웨시섬 북부와 서부 지역의 토착종이다. 자연 서식지는 아열대 또는 열대 기후 지역의 건조림이다.